# Māris Kučinskis
Māris Kučinskis (Valmiera, Letònia, 28 de novembre de 1961) és un empresari i polític letó membre del Partit de Liepāja (LP). És Primer Ministre de Letònia des de l'11 de febrer de 2016.
Economista de professió, va formar-se a la universitat de Letònia, va treballar al servei públic i es va unir al sector privat a principis dels anys 1990. El 1994 va esdevenir regidor de la ciutat de Valmiera i va ocupar també la presidència del consell del Raion de Valmieras durant dos anys.
El 2016 va ser escollit per dirigir l'executiu letó després de la dimissió de Laimdota Straujuma.